# Baron Waqa
Baron Divavesi Waqa  (Boe, 31 de dezembro de 1952) é um político nauruano, que serviu como presidente do país de 11 de junho de 2013 até 27 de agosto de 2019. Ele também já foi Ministro da Educação no período de 2004 a 2007.